# Víztorony (Makó)
Makó víztornya Söpkéz Gusztáv tervei alapján épült vasbeton létesítmény, amely a város vízhálózatát hivatott kiszolgálni. A tornyot ezen felül különböző távközlési közmű cégek használják a saját antennáik elhelyezéséhez. Ezen felül itt van elhelyezve a Rádió Ice , és az Árkádia Rádió (2014 január óta a Hódmezővásárhelyi Rádió7) adója is. 1991 óta itt van elhelyezve a Makó Városi Televízió antennája is, amit 2013-ban cseréltek digitálisra.

## Története

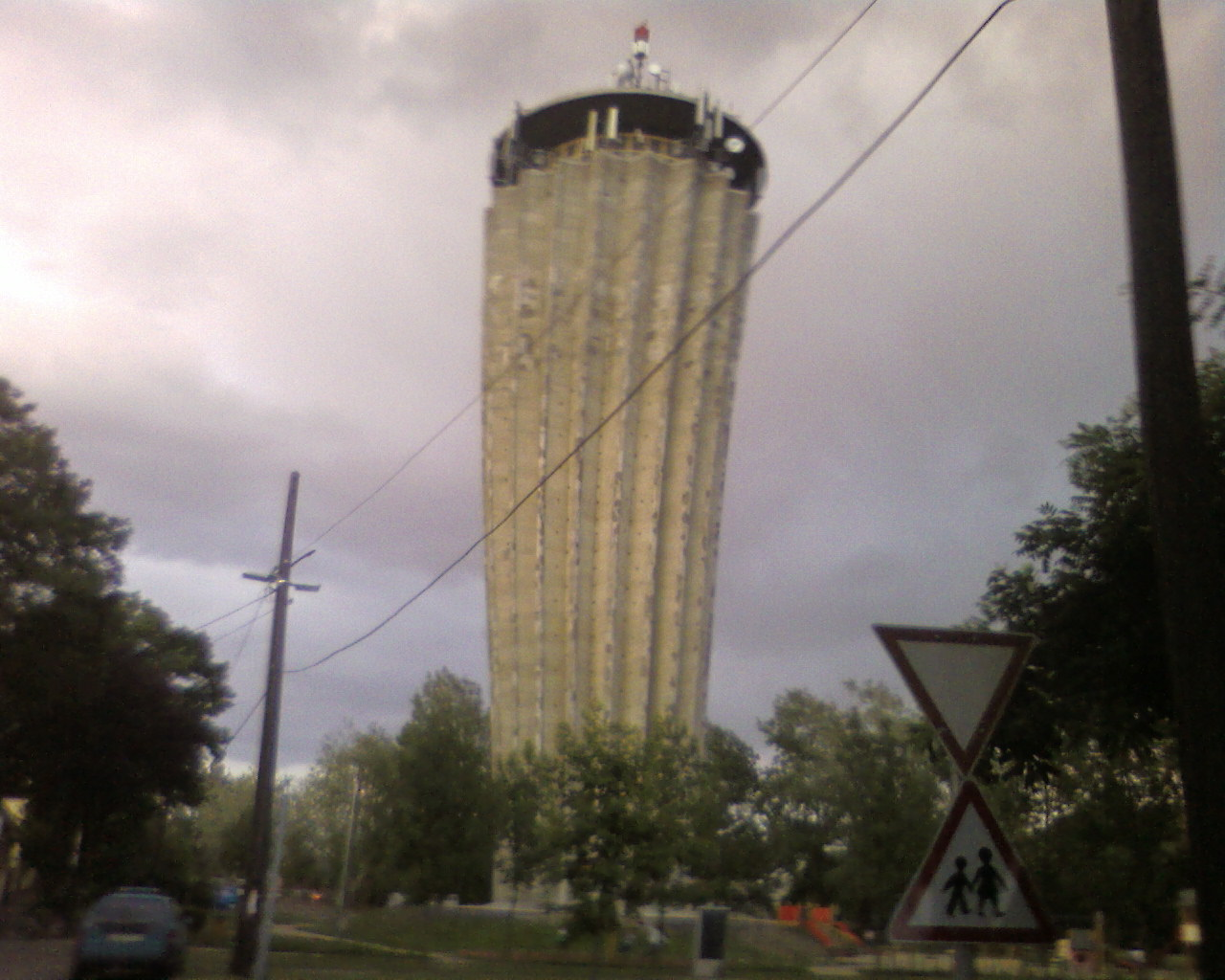
A Makói Víztorony 2010-ben

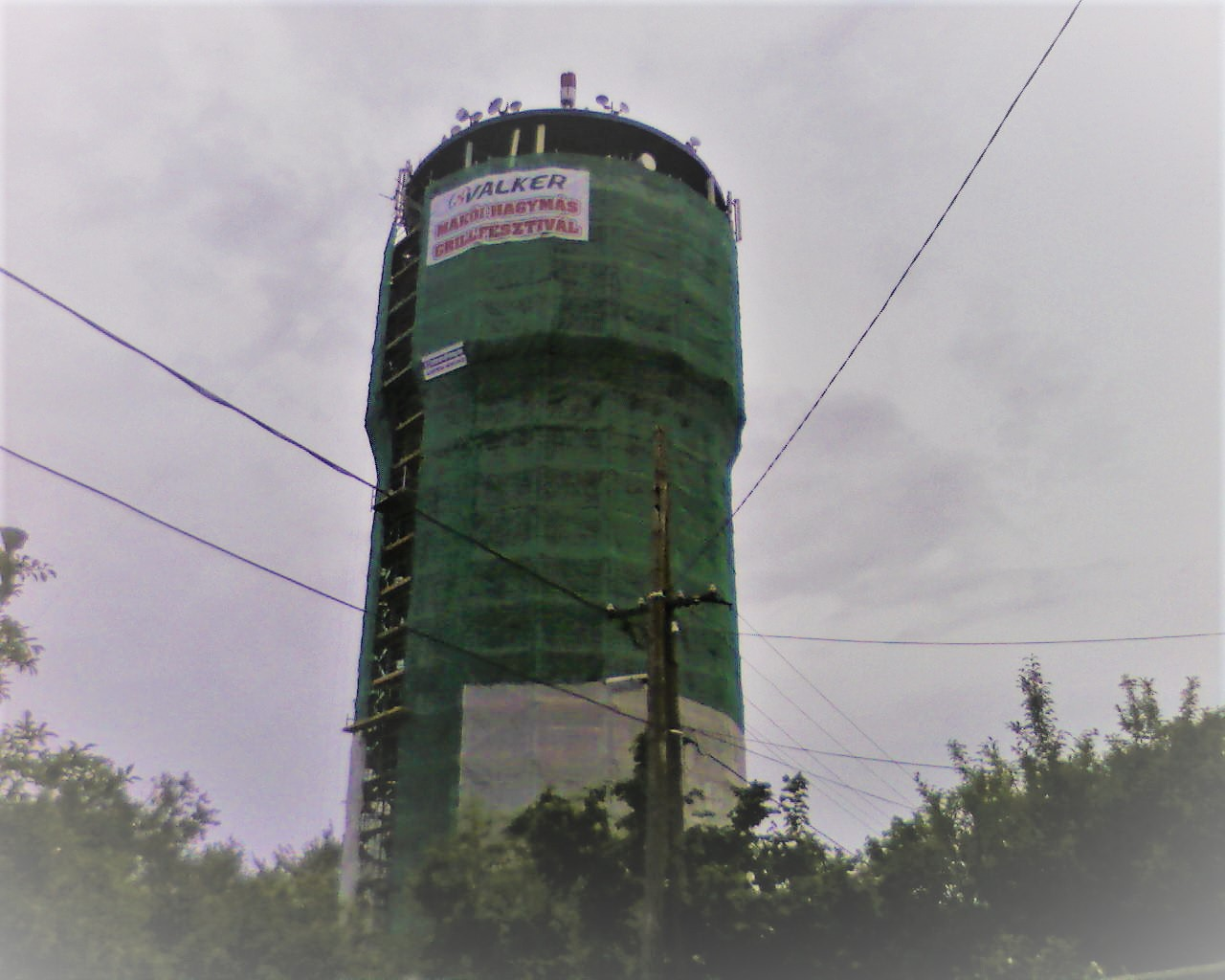
Felállványozva 2013-ban...

Makó első, közel 15 méteres víztornya a 20. század elején épült föl az akkori Horthy parkban; ezt a második világháború után, 1953-ban bontották el Kiss Imre kommunista polgármester rendelkezésének engedelmeskedve. A lakossági vízellátást biztosító, jelenleg is álló víztornyot 1964 és 1966 között készítették el; az utómunkálatok és javítások ezen túl még két további évet vettek igénybe, így az üzemszerű használatra 1968-ig várni kellett. A technológia magában hordozta a szivárgás kockázatát, éppen ezért megelőző jelleggel húsz évvel később, 1988-ban széles körű karbantartást eszközöltek a tornyon, és ekkor látták el díszkivilágítással a tetejét is, amely a város legtöbb pontjáról jól látható. Valamikor a 2000-es években a torony lábánál új díszburkolatot építettek, valamint a medence szigetelő rétegjét is felújították.
2006-ban a Tornyon alpinisták dolgoztak. Kijavították a megrepedt, omladozó beton darabokat. Ezt a munkát nem csak esztétikai okokból végezték, hanem mert a magasról lehulló beton darabok veszélyessé váltak.
2009-ben az akkora már 22 éves régi világítást felújították, az új rendszer energia takarékos, alkonykapcsolós fénycsöves tükrös lámpatestekből áll, egy lámpatest 3 fénycsöves izzót tartalmaz. ami ráadásul különböző színekben képes világítani. Decemberben szinte a világítási rendszer tesztjekor naponta változtak a színek. Végül szavazást írtak a lakosság számára, ahol a lakosok döntése értelmében a világítás 2010 tavaszától kék színben világít majd. Kivéve a Föld napja és a víz világnapja között mert akkor zöld színben. Nemzeti ünnepekkor pedig piros fehér, zöld szín váltakozva jelenik meg.
2013-ban az épület természetes mozgása és a korrózió okozta repedések és mállások megjelenésére reagálva a Makó Térségi Víziközmű Kft. egy újabb felújítás mellett döntött. A vizsgálatot követően a hibás felületeket nagy nyomású vízzel leverték, kijavították, majd felállványozott épület egésze új festést kapott: a víztorony ekkor nyerte el jelenlegi színvilágát, ami a pasztellsárga alulról felfelé világosodó árnyalatait jelenti.

## Építészeti jellemzői
A MÉLYÉPTERV részéről Söpkéz Gusztáv volt az, aki a víztorony terveit elkészítette. Csúszózsalus technológiával készült vasbetonból; a lemezalapra egy feljárólépcsőt magába foglaló, körgyűrű keresztmetszetű orsófal és egy külső héjat alkotó csillag alakú köpeny támaszkodik. Mindez egy saját korában újnak számító svéd-magyar szabadalom alapján volt lehetséges. Az  anyaghasználat meghatározta az épület eredeti színét is, ami a 2013-as felújításig beton szürke volt.